# یوکو آندو (خواننده)
یوکو آندو (انگلیسی: Yuko Ando؛ زادهٔ ۹ مهٔ ۱۹۷۷) موسیقی‌دان اهل ژاپن است. وی از سال ۱۹۹۹ میلادی تاکنون مشغول فعالیت بوده‌است.